# 美原すみれ
美原 すみれ（みはら すみれ、1977年8月15日 - ）は、日本のAV女優。LINX所属。

## 略歴・人物
千葉県出身。
趣味・特技はテニス。
熱烈な埼玉西武ライオンズファンである。

## 作品

### アダルトDVD
2017年
- 初撮り人妻ドキュメント（11月16日、センタービレッジ）

2018年
- 勇気あるナンパ 年の差15歳以上の可愛い熟々おばさんをゲット!! 23（1月10日、ホットエンターテイメント）他出演:美堂かなえ、有沢実紗 ほか
- 娘の彼氏に膣奥を突かれイキまくった母（1月18日、センタービレッジ）
- お義父さんもうアソコが疼いて濡れているんです…（2月8日、タカラ映像）
- まだ妻を抱かない 嫁が僕の寝てる横で初めてオナニーをした（3月22日、タカラ映像）
- 素人!! 母娘ナンパ 中出し!! Vol.11（3月27日、グラフィティジャパン）共演:藤咲すみれ　他出演:武藤あやか、青井いちご ほか
- 隣の人妻 甘い匂いの寝室に侵入して…（5月20日、スターパラダイス）他出演:通野未帆、柳あきら、高宮まどか
- 実家の母を寝取るべさ… 上越の巨乳母ちゃん（5月20日、スターパラダイス）
- 居酒屋ナンパ痴漢 3 金曜の夜なのに女同士で仕事帰りに飲みに来ているおばさん二人組はどうせ彼氏もいないからイケメン年下男子の強引にやらせろオーラを出されても内心嬉しい…（5月27日、グラフィティジャパン）他出演:武藤あやか ほか
- 女房と浪人生 その、ねとられていく過程。 2（6月7日、JET映像）他出演:倉本雪音
- 義理の息子 性欲の強い義理の息子にめろめろにされた義母（6月14日、タカラ映像）
- 実録 寝取られ 堅物の妻を騙して酔わせて部下と二人きりに…（6月20日、スターパラダイス）※「M・S」名義
- 女を忘れていたおばさんが、若いイケメン男子に女扱いされて簡単にヤラせてしまう… 3（6月27日、グラフィティジャパン）他出演:武藤あやか ほか
- 「おばさんを酔わせてどうするつもり?」 若い男女で溢れ返る相席居酒屋で一人呑みしている熟女を狙い撃ちで口説いてお持ち帰り! 寂しさと欲求不満が募った素人奥さんの乾いたカラダはよく濡れる!! VOL.15（7月12日、熟女LABO）※「理恵子」名義　他出演:さえ
- 私みたいなおばさんが本当にいいの? 初めての不倫セックスに悶え乱れる美熟妻たち… 〜2章〜（7月27日、グラフィティジャパン）他出演:武藤あやか、本庄瞳
- 美熟女プロレスリング VOL.1 40's（8月1日、SILVER BIRCH）共演:本庄瞳
- 憧れの女上司と ふたりで地方出張に行ったら急遽現地の温泉宿に一泊する事になりました。（9月13日、タカラ映像）
- イケメンが熟女を部屋に連れ込んでSEXに持ち込む様子を盗撮したDVD。 109 〜強引にそのまま中出ししちゃいました〜（12月1日、熟女JAPAN）※「かなえ」名義　他出演:多恵子

2019年
- 美熟女プロレスリング ランジェリースタイル VOL.1 40's（1月1日、SILVER BIRCH）共演:本庄瞳
- ガチンコ 中出し!顔出し! 五十路ナンパ in大崎（2月23日、ビッグモーカル）他出演:上総真知子、西野美幸、一条綺美香、花島瑞江
- 四十路レズ 〜妻が好色ビアンに寝取られて〜（3月13日、U&K）共演:三条つばさ
- お義母さん、にょっ女房よりずっといいよ…（3月14日、タカラ映像）
- 街行く美熟女奥様にアダルトVRの体験モニターをお願い! はじめて体感するリアルなSEX映像に欲情してマ○コはびしょ濡れ… 我慢できずに不倫挿入を許してしまうドスケベ妻!（5月1日、五十路ん）他出演:君嶋かほる ほか
- Wペニバンレズ 舐めて咥えて舌上発射!（6月1日、U&K）共演:三条つばさ　他出演:鈴木さとみ、一ノ瀬あやめ、川崎紀里恵、佐和彩花
- 憧れの兄嫁と とある夜、兄嫁の秘密を見てしまった… その時の勢いで昔から好きだった事を告白 それが家で二人っきりの時には… 兄嫁と背徳関係!!!!!（8月8日、タカラ映像）
- 令和 ザ・スワップ 夫婦交換（10月13日、FAプロ）共演:美泉咲　他出演:中西江梨子、芦屋静香
- 仰天!(ショック) 妻がヤっている現場 親父/間男/配達員/弟（11月1日、FAプロ）他出演:羽生ありさ、三条つばさ、今井杏樹
- 母ちゃんにSEXしたいと頼み込んだところ… ｢気持ち悪いこと言わないで｣と言われたので強引に…（11月20日、スターパラダイス）他出演:宮前茜、山口敦子

2020年
- 崩れてく親子愛（1月16日、タカラ映像）
- あ〜40代 発情いろいろ（2月1日、FAプロ）他出演:中西江梨子、森下美緒、奥山ゆら
- 熟女レズビアンSEX ネコとタチ（2月13日、FAプロ）共演:三条つばさ、乃木ちはる　他出演:天月叶菜、森下美緒、水沢つぐみ
- マジックミラー号 美熟女 vs 年下イケメン 痙攣 絶頂 中出しナンパ in池袋西口百貨店前（3月12日、SODクリエイト）他出演:仲間明日香、三浦まき、大城雪乃
- 顔出し解禁!! マジックミラー便 全員38歳over! 年齢を感じさせない美しい人妻さん初めての太ももコキ編 肉厚むっちり太ももでピッタリと挟み込み恥じらいながらもフル勃起チ○ポを極上射精 in銀座&白金（3月19日、ディープス）他出演:城咲京花、桂木彩衣、堀切京香、たかの愛、藤川れい子、小日向あき、君嶋かほる、絢音雪菜 ほか
- あん時のセフレは… 友人の母親（3月26日、タカラ映像）
- ヌードデッサンモデルの高額アルバイトでやってきた人妻さんに男根挿入して種付けSEXするビデオ 17（5月14日、熟女LABO）※「ゆか」名義　他出演:なおこ
- 団地妻 密着汗だく汁まみれ 熟女を性獣にするハメ撮りセックス。潮吹き、愛液、連続絶頂、野獣アクメ 爆乳おしつけ濃密性交（6月27日、ビッグモーカル）他出演:広瀬結香、仲間明日香
- 手に余るほどの巨乳を丹念に愛撫しながら、パンティ越しに勃起チ○ポをグイグイ押しつけると、我慢できなくなったのか「もう挿れて…」とぐちょぐちょになったマ○コに挿入を懇願してくる欲求不満の美熟女オッパブ嬢に生ハメ中出し!（7月1日、五十路ん）他出演:白鳥寿美礼、福山いろは
- 満員電車素股痴漢 2 数年ぶりに男に身体をまさぐられ、抵抗するも久しぶりの快感に感じてしまう… 旦那以外のチ○ポと知りながらも自ら求め、生ハメ中出しされて何度もイってしまう欲求不満美人妻たち!（7月1日、五十路ん）他出演:白鳥寿美礼、福山いろは
- 内緒の昼顔 出会いの多い配達で（7月9日、タカラ映像）

2021年
- おしっこ114連発 98人（9月2日、グローリークエスト）

2023年
- 僕は子供部屋おじさんです。 母で性欲処理をすませています。Hカップの胸は僕だけのもの 桃色かぞくVOL.29 美原すみれ（2月23日、SODクリエイト）
- 息子の友達のマセガキ共に性処理させられザーメンまみれの母親～美原すみれ（3月23日、SODクリエイト）

### アダルトサイト
「FANZA」
- すみれ&さやか（2018年3月15日、素人熟女図鑑）共演:さやか
- すみれ（2018年3月25日、おしゃぶりクッキング）

## 出演

### 成人映画
- ツンデレ娘 奥手な初体験（2019年5月17日公開、オーピー映画） - 「綾波零子」役[2][3]

### テレビドラマ
- 警視庁ゼロ係〜生活安全課なんでも相談室〜 THIRD SEASON 第5話（2018年8月31日、テレビ東京）